# 大向長者原林道
大向長者原林道（おおむかいちょうじゃばらりんどう）は、広島県廿日市市にある林道である。全線舗装済で、道路状況が悪い国道488号の代わりに利用できるが落石、倒木に注意が必要である。

## 概要
- 起点：広島県廿日市市吉和大向（国道186号交点）
- 終点：広島県廿日市市吉和（国道488号交点）
- 全線舗装済